# Rafał Łuszczewski
Rafał A. Łuszczewski (Opole, Polonia; 27 de febrero de 1979) es un pianista polaco, chopinista, divulgador de la música de Frédéric Chopin en el mundo y coorganizador de los concursos de piano Concurso Internacional de Lima y Concurso Nacional de Guayaquíl, dedicados a la música de Chopin en América del Sur.

## Biografía
Inicialmente, asistió clases de piano de primer y segundo grado en la Escuela Estatal de Música "F. Chopin" en Opole (Polonia) con Krystyna Mąkowa y Celina Hellerowa. donde recibió una beca del Fondo Nacional para los Niños de Polonia. Completó estudios de música (maestría) en la Universidad de Música "K. Szymanowski" en Katowice bajo la supervisión de Andrzej Jasiński (diploma con distinción en 1999) y estudios de posgrado en la Universidad de Música "F. Liszt" de Weimar con Lázar Berman (diploma en 2001). Alexis Weissenberg también fue su maestro y mentor. A los 16 años de edad, debutó junto a la Orquesta Sinfónica de Tokio, en Japón. 
En 2001, fue incluido como Artista Steinway en la lista de pianistas "The Steinway & Sons Artists" Roster "en Nueva York. Fue galardonado con premios nacionales y en certámenes internacionales de piano, entre ellos: Concurso Nacional de Piano "F. Chopin" en Varsovia (organizado por la Sociedad Fryderyk Chopin de Varsovia), el Concurso Internacional de Piano en Ettlingen, el Concurso Internacional de Piano en Bremen, el Concurso Internacional de Piano "Clara Schumann" en Dusseldorf, el Concurso Internacional de Música "Maria Canals" en Barcelona, el Concurso Internacional de Música Dr. Luis Sigall en Viña del Mar, el Concurso Internacional de Piano "Dinu Lipatti" bajo los auspicios de la Unesco en Bucarest. En reconocimiento a sus logros artísticos, recibió becas del Ministro de Cultura y Artes de la República de Polonia. También fue becado por el DAAD. 
Desde el comienzo de su actividad artística, Rafael Luszczewski incluyó en su repertorio las obras de compositores polacos, como Frédéric Chopin, Ignacy Jan Paderewski, Grażyna Bacewicz y Karol Szymanowski. El compositor polaco Krzesimir Dębski le dedicó su Concierto para piano y orquesta "Checheno", que tuvo su estreno en el Festival Polaco de Piano en Słupsk (Polonia). En el 150 aniversario de la muerte de Frédéric Chopin, junto con la Orquesta Filarmónica de las Naciones de Hamburgo dirigida por Justus Frantz registró el Concierto para piano y orquesta en mi menor Op. 11 de F. Chopin como parte del proyecto titulado Homenaje a Frédéric Chopin (Hommage á Frédéric Chopin) realizado por la empresa Montblanc. Con motivo del 800 aniversario de la ciudad de Opole junto a los músicos-solistas de la Filarmónica "J. Elsner" de Opole grabó obras de cámara de Józef Elsner y Emanuel Kania (compositores nacidos en la región de Opole).
En octubre de 2018, realizó un concierto con motivo del 100 aniversario de la independencia de Polonia en el Gran Salón de Asambleas del Palacio de las Naciones Unidas en Ginebra, acompañado por la Orquesta Sinfónica de la Universidad de Música Fryderyk Chopin en Varsovia bajo la dirección de Grzegorz Nowak.

## Discografía
La discografía de Łuszczewski, en su mayoría, incluye compositores polacos.
- 1991: A Portrait of Rafał Łuszczewski, Pony Canyon Inc. PCCL-00124 (obras de F. Chopin, F. Liszt)
- 1997: Chopin Recital, Polskie Radio S.A. PRCD-051 (F. Chopin: Sonata No.3 en Si menor Op.58)
- 1999: Hommage à Frédéric Chopin, Montblanc MB-004 (F. Chopin: Concierto No.1 para piano en Mi menor Op.11)
- 2001: Sonderkonzert für die Jugend der Innerschweiz, Labor GA Zurich (J.S. Bach: Concierto para piano y orquesta en La mayor BWV1055)
- 2001: Beethoven Emperor, Anber Classics ACCD-101 ( L. van Beethoven: Concierto para piano en Mi bemol mayor Op.73 "Emperador")
- 2004: Modern Classics from Poland Vol.II, Si Music Ltd., SIMUSIC 003 (K. Dębski: Concierto para piano y orquesta "Checheno")
- 2010: Dancing in Blue, Dux Recording Producers, DUX 0745 (obras de I. Albeniz, A. Ginastera, A. Piazzolla, G. Gershwin)[6][7]
- 2015: Fryderyk Chopin Live, Dux Recording Producers, DUX 1240 (F. Chopin: Cuatro Scherzos, Polonesas)
- 2017: Polish Chamber Music, Dux Recording Producers, DUX 1240 (J. Elsner: Quarteto para piano y cuerdas, E. Kania: Trio para piano y cuerdas)[8][9]
- 2019: Chopin Ballades, Dux Recording Producers, DUX 1627 (F. Chopin: Cuatro Baladas, Fantasia, Berceuse, Barcarola)[10]